# Bandits corses

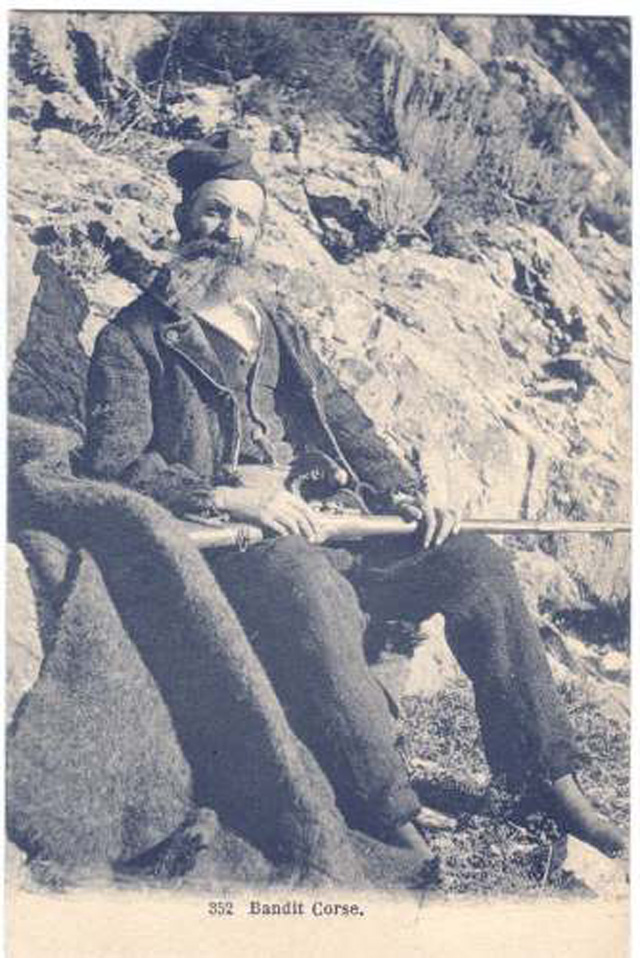
Un bandit corse.

L' expression bandits corses désigne les bandes de hors-la-loi ou de malfaiteurs ayant agi en Corse au XIXe siècle et au début du XXe siècle. 

## Historique
Après l'effondrement du Premier Empire, les troubles du Fiumorbo vont être à l'origine du passage au maquis de bandes armées. Durant plus d'un siècle on va trouver des bandits d'honneur, souvent isolés, à la moralité à peu près respectable mais aussi des bandits "percepteurs", petits groupes parfois sanguinaires, qui extorquent des fonds aux notables, prêtres, entrepreneurs[réf. nécessaire].
La guerre de 14-18 va réveiller cette coutume alors en voie d'extinction, des déserteurs passant au maquis et jouant eux aussi les percepteurs.

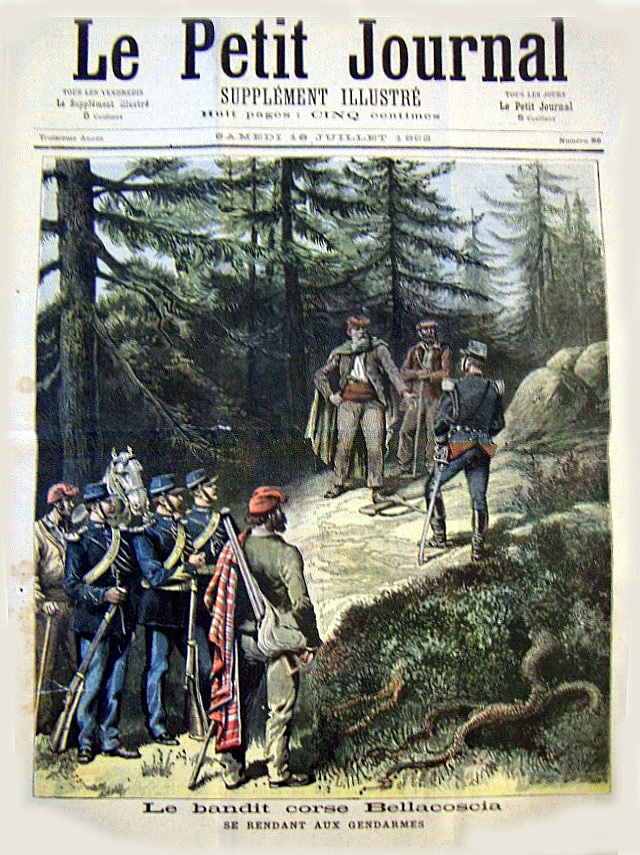
Reddition du bandit Antoine Bellacoscia en 1883.

En 1931, une opération militaire d'envergure est menée par le gouvernement. Elle a pour but de mettre fin aux agissements de ces bandits car de nombreuses célébrités en mal d'aventure visitent volontiers la Corse, alors appelée le « Palais vert » ; on utilise des automitrailleuses, des tanks, des chiens militaires, et même des avions de chasse...
Surtout les gendarmes mobiles ne respectent pas les règles procédurales, enferment sans motifs femmes et enfants ou les déportent[réf. nécessaire]. Cette action d'envergure répond en partie aux critiques de la presse fasciste italienne qui se gausse de l'impuissance de la République. Globalement l'opération est un succès.

## Le crime d'honneur
La notion de crime d'honneur est indissociable de celle du bandit corse. Il s'agit d'un homicide perpétré pour réparer une offense faite à l'honneur d'un individu ou de sa famille. Ce système est profondément ancré dans la société corse du XIXe siècle. Il prend de nombreuses et diverses formes et s'appuie sur des motifs très variables quant à leur valeur. La police, les préfets et les parlementaires apparentent le crime d'honneur au « droit coutumier des peuples barbares  » et l'administration française s'acharne à tenter de l'éradiquer. Napoléon III tente même d'interdire le port d'armes. Pendant longtemps l'ampleur de cette activité criminelle est davantage portée par la légende, mais les statistiques criminelles établies plus récemment corroborent l'existence réelle de ces homicides.
La vendetta, homicides successifs entre deux ou plusieurs familles ou clans, constitue une surenchère au crime d'honneur.
Le banditisme est entendu comme une fuite de l'individu ayant lavé par le sang les injures à son honneur, suivie de son âpre survie dans le maquis,.

## Les bandits célèbres
- Les frères Bellacoscia (du surnom de leur père) : Bonelli Antoine (1827-1907) et Bonelli Jacques (1832-1896)[6] ;
- Giuseppe Antomarchi (dit Gallochio), évoqué dans le roman Orphelins de Dieu de Marc Biancarelli ;
- Francescu Maria Castelli ;
- Pierre Jean  et Xavier Massoni: Marignana leur histoire est ecrite dans le livre Fleuve de sang ;
- Antoine-Paul Poli d’Albitreccia ; condamné le 06 mars 1897 à 20 ans de travaux forcés pour meurtre. Évadé du bagne de Cayenne le 27 juillet 1904, son histoire aurait servi à celle du film Papillon.
- Mathieu Poli ;
- Théodore Poli ;
- Nonce Romanetti[7].

### Littérature
Plusieurs écrivains français se sont inspirés de la figure du bandit corse ou l'ont intégré à leurs ouvrages. Citons notamment Guy de Maupassant dans sa nouvelle Un bandit corse ; Prosper Mérimée, dont la nouvelle Colomba voit Orso accomplir à contrecœur la vengeance voulue par sa sœur Colomba avant de prendre le maquis, sans être véritablement un bandit ; enfin, Alexandre Dumas dans son roman Les Frères corses.
T. Poli et G. Antomarchi sont assez largement évoqués dans un roman : Biancarelli Marcu, Orphelins de Dieu, Editions Actes Sud, 2014.

### Chansons
- Antoine Ciosi chante ces héros : Les bandits d'honneur.
- Tino Rossi chante Le joyeux bandit.